# Jean Trappeniers
Jean-Marie Trappeniers (* 13. Januar 1942 in Vilvoorde, Provinz Flämisch-Brabant; † 2. November 2016) war ein belgischer Fußballtorhüter.

## Karriere

### Verein
Trappeniers begann im Alter von zehn Jahren in der Jugend des Vilvoorde FC mit dem Fußballspielen. 1956 schloss er sich dem RSC Anderlecht an, bei dem er 1959 in der Ersten Division debütierte. Bereits ein Jahr später wurde er Stammtorwart. 1962 gewann er mit Anderlecht die erste von sechs belgischen Meisterschaften, davon fünf in Folge. Im Jahr 1965 holte er mit den Violett-weißen durch einen 3:2-Sieg nach Verlängerung gegen Standard Lüttich im belgischen Pokalendspiel das Double. 1970 stand er im Finale des Messestädte-Pokals. Nach einem 3:1-Sieg im Hinspiel vor heimischem Publikum gegen den FC Arsenal verlor Trappeniers mit Anderlecht das Rückspiel im Highbury-Stadium mit 0:3 und verpasste den Gesamtsieg aus zwei Spielen. Zu seinen bedeutenderen Mitstreitern in jener Goldenen Ära des Brüsseler Vorortsclubs gehörten Paul Van Himst, Jan Mulder und Wilfried Puis.
Als Ende der 1960er Jahre ein Generationswechsel beim RSC Anderlecht eingeleitet wurde, wechselte Trappeniers 1971 zur ebenfalls in Brüssel beheimateten  Royale Union Saint-Gilloise. Nach zwei Spielzeiten ging er 1973 zum FC Antwerpen, bei dem er die folgenden sechs Jahre blieb. 1979 wechselte er in die zweite belgische Liga zu Eendracht Aalst. Zwei Jahre später kehrte er für eine Saison zu Union Saint-Gilloise zurück, bis er 1983 beim Provinzverein KFC Peutie seine Karriere beendete.

### Nationalmannschaft
Trappeniers bestritt zwischen 1964 und 1970 insgesamt elf Spiele für die belgische Nationalmannschaft, ohne sich als Nummer eins im belgischen Tor etablieren zu können. Bis 1967 stand ihm Jean Nicolay von Standard Lüttich, Belgiens Fußballer des Jahres von 1963 im Wege, und 1968 Fernand Boone vom RFC Brugge. Bei der Weltmeisterschaft 1970 in Mexiko, bei der Qualifikation er in vier von sechs Spielen zum Einsatz kam, stand er im belgischen Aufgebot, zwischen den Pfosten stand aber der fünf Jahre jüngere Christian Piot.

## Erfolge
- Belgischer Meister: 1962, 1964, 1965, 1966, 1967, 1968
- Belgischer Pokalsieger: 1965